# Xiaomi Mi 11 Lite
El Xiaomi Mi 11 Lite es un teléfono inteligente de gama media hecho por Xiaomi Inc. El dispositivo móvil fue lanzado en marzo de 2021. Unos meses después Xiaomi introdujo unos cambios en el dispositivo, nombrándolo Xiaomi Mi 11 Lite NE, introdujendo mejora significativa en alguna de sus características e incorporando una versión compatible con la tecnología 5G.